# Copsyrna merahata
Copsyrna merahata är en insektsart som beskrevs av Medler 1996. Copsyrna merahata ingår i släktet Copsyrna och familjen Flatidae. Inga underarter finns listade i Catalogue of Life.